# Rio Atea
O Rio Atea é um rio da Romênia afluente do rio Someş, localizado no distrito de Satu Mare.